# Салца ди Пинероло
Са̀лца ди Пинеро̀ло (на италиански: Salza di Pinerolo; на пиемонтски: Sansa, Санса, на окситански: Salsa, Салса) е село и община в Метрополен град Торино, регион Пиемонт, Северна Италия. Разположено е на 1210 m надморска височина. Към 1 януари 2020 г. населението на общината е 75 души, от които 9 са чужди граждани.